# Claudia Roth

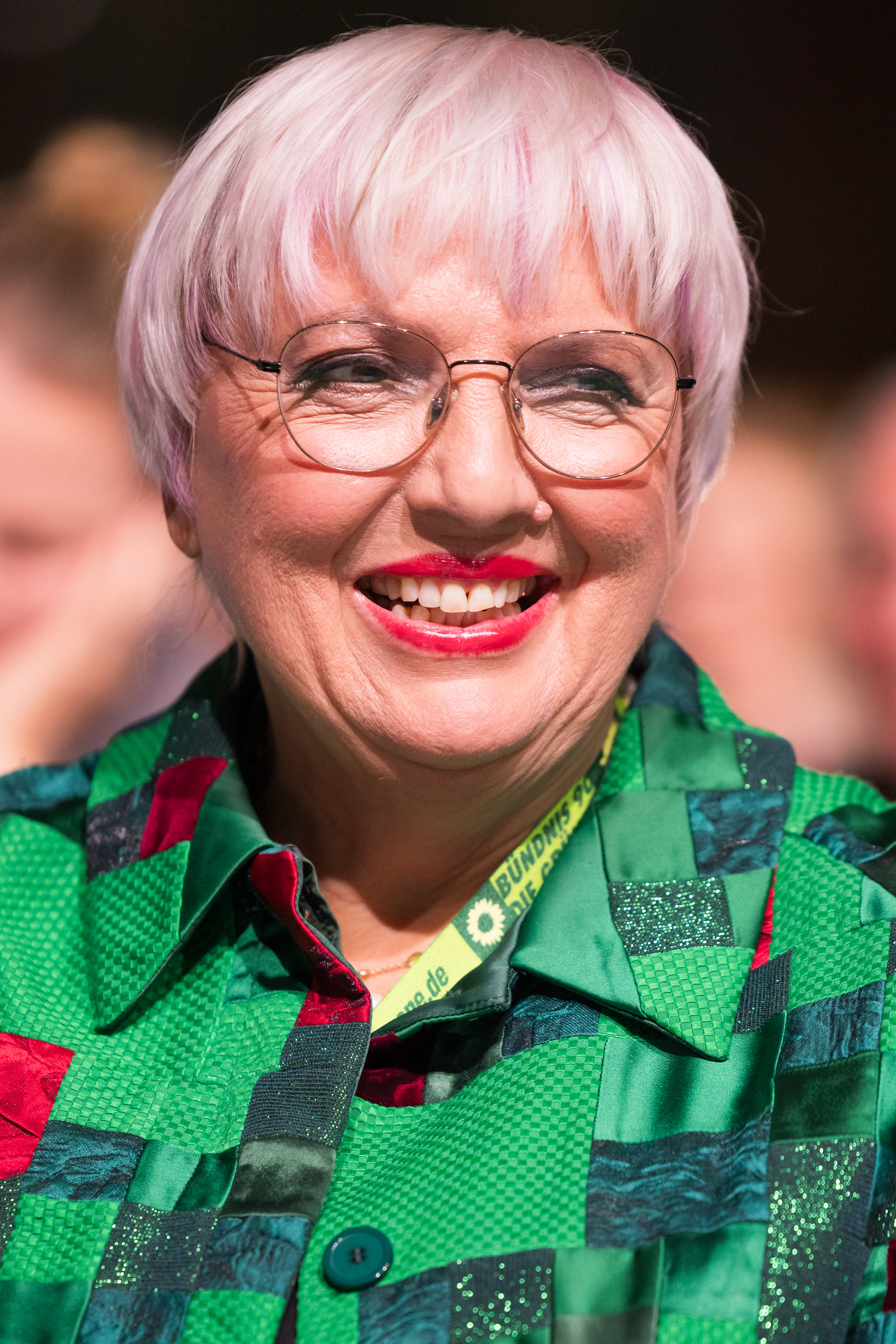
Claudia Roth (2024)

Claudia Benedikta Roth anhörenⓘ(* 15. Mai 1955 in Ulm) ist eine deutsche Politikerin (Bündnis 90/Die Grünen). Sie war von 2001 bis 2002 sowie von 2004 bis 2013 eine von zwei Bundesvorsitzenden ihrer Partei, von 2013 bis 2021 Vizepräsidentin des Deutschen Bundestages und von 2021 bis 2025 Staatsministerin beim Bundeskanzler und Beauftragte der Bundesregierung für Kultur und Medien. 
Seit der Bundestagswahl 2025 ist sie die Fachsprecherin für wirtschaftliche Zusammenarbeit und Entwicklung der Grünen-Bundestagsfraktion.

## Leben

### Jugend und erste Erwerbstätigkeit (1955–1985)
Claudia Roth wuchs in Babenhausen bei Memmingen mit zwei jüngeren Schwestern auf. Ihre Mutter war Lehrerin, ihr Vater Zahnarzt. 1974 bestand sie am Simpert-Kraemer-Gymnasium in Krumbach das Abitur und hospitierte im selben Jahr als Dramaturgie- und Regieassistentin am Landestheater Schwaben in Memmingen, wo sie bereits während der Schulzeit ein Praktikum absolviert hatte und wo zur selben Zeit Fritz Kuhn arbeitete.
Anschließend begann sie ein Studium mit den Fächern Theaterwissenschaft, Geschichte und Germanistik an der Ludwig-Maximilians-Universität München, das sie nach zwei Semestern abbrach. Danach arbeitete sie in der Spielzeit 1975/76 als Dramaturgie-Assistentin und Dramaturgin bei den Städtischen Bühnen Dortmund. Von Dortmund wechselte sie als Dramaturgin zu Hoffmanns Comic Teater (HCT) in Unna. Ebenfalls in Unna war sie um 1980 auch als Mitarbeiterin im Vermittlungsbüro für Freie Gruppen und Amateurtheater tätig.
Von 1982 bis 1985 war Claudia Roth Managerin der Politrockband Ton Steine Scherben um Rio Reiser und lebte während dieser Zeit mit ihrem Freund, dem Keyboarder Martin Paul, und der Band in einem Bauernhaus in Fresenhagen (Nordfriesland). Roth hatte Rio Reiser über dessen Bruder Peter Möbius kennengelernt, der am Dortmunder Theater ein Kinder- und Jugendtheater leitete. Zudem war Rio Reiser selbst für Hoffmanns Comic Theater aktiv und spielte 1976 in einer Struwwelpeter-Aufführung, an der Claudia Roth mitwirkte. Paul schrieb das Lied Junimond für Roth. Sie blieb Managerin von Ton Steine Scherben, bis die Band sich 1985 unter anderem wegen finanzieller Probleme auflöste.

### Frühes Partei-Engagement und Mitglied des Europäischen Parlaments (1985–1998)
Von 1971 bis 1990 war Claudia Roth Mitglied der Jungdemokraten. Seit 1987 gehört sie der Partei Die Grünen an – seit 1993 Bündnis 90/Die Grünen. Von 1985 bis 1989 fungierte Roth als Pressesprecherin der Bundestagsfraktion der Grünen.
Von 1989 bis 1998 war Claudia Roth Mitglied des Europäischen Parlaments, wo sie ab 1994 Vorsitzende der Grünen-Fraktion war. Mitgearbeitet hat sie hier im Ausschuss für Bürgerliche Freiheiten und Innere Angelegenheiten, im Auswärtigen Ausschuss sowie in zwei Untersuchungsausschüssen. Daneben war sie Vizepräsidentin des parlamentarischen Ausschusses EU-Türkei. 1994 verabschiedete das Parlament den sogenannten Rapport Roth zur Gleichberechtigung von Homosexuellen. Ein weiteres ihrer zentralen Anliegen war der Kampf für mehr Rechte der kurdischen Minderheit in der Türkei. Nach der Europawahl 1994 richtete Roth in Istanbul ein Regionalbüro ein. Als sie sich bei Staatsminister Ayvaz Gökdemir über die Menschenrechtslage informieren wollte, beschimpfte dieser sie als Prostituierte. Roth klagte gegen diesen Angriff und erhielt Schadenersatz. Das Geld spendete sie dem türkischen Frauenverein Mor Çatı, der sich seit Jahren gegen Diskriminierung und Gewaltanwendung gegen Frauen wendet. Roth setzt sich nachdrücklich dafür ein, die Türkei in die EU aufzunehmen.

### Bundestag und erstmaliger Parteivorsitz (1998–2002)

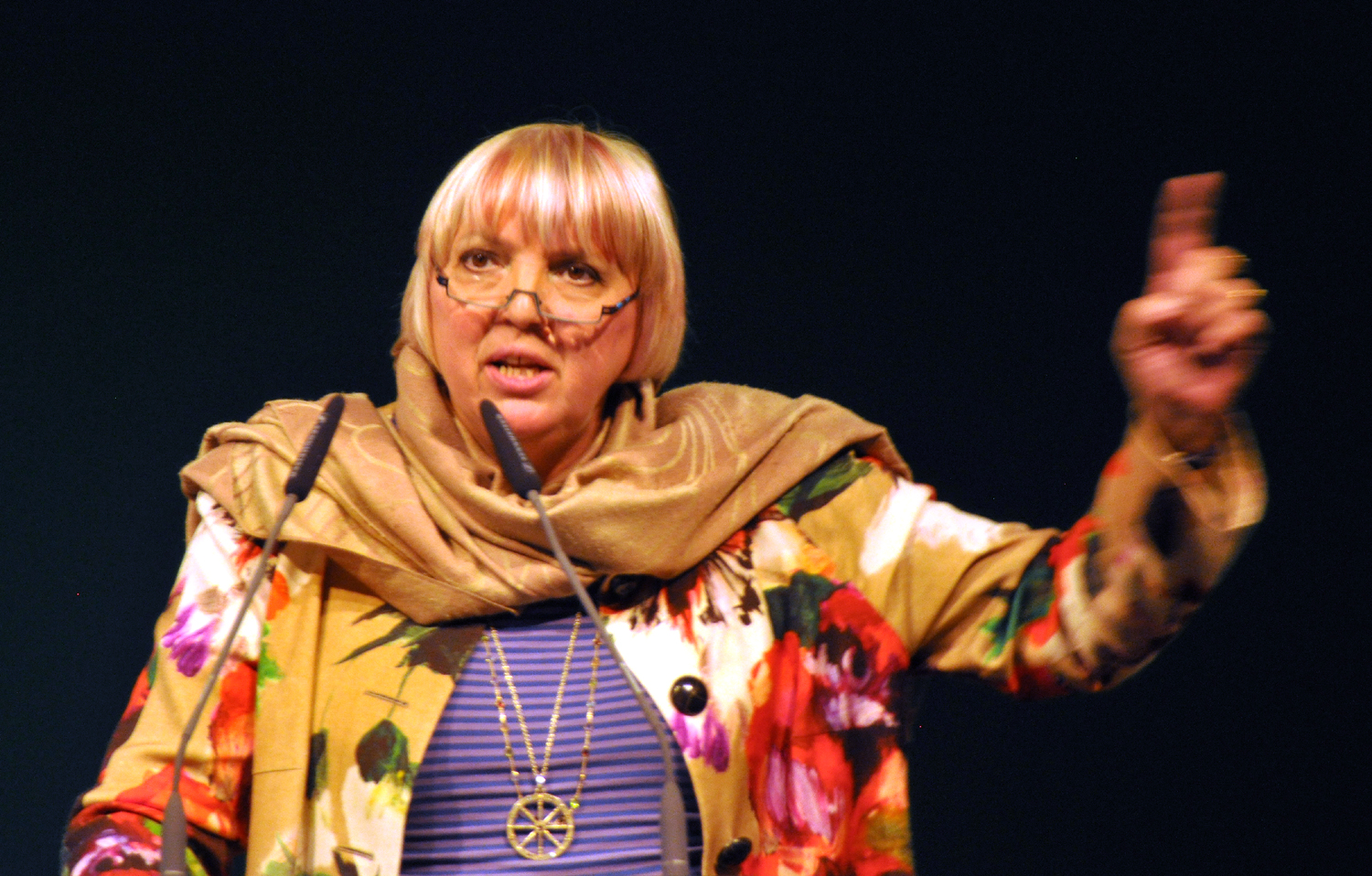
Claudia Roth auf dem Kleinen Parteitag der Bayern-Grünen in München 2016

1998 wurde sie in den Deutschen Bundestag gewählt. Hier übernahm sie den Vorsitz des Ausschusses für Menschenrechte und humanitäre Hilfe.
Am 9. März 2001 wurde sie erstmals zur Bundesvorsitzenden von Bündnis 90/Die Grünen gewählt. Daneben war sie auch frauenpolitische Sprecherin der Grünen. Wegen ihrer Wahl zur Bundesvorsitzenden von Bündnis 90/Die Grünen schied sie am 31. März 2001 aus dem Bundestag aus. Da Roth auf ihr bei der Bundestagswahl 2002 erlangtes Mandat nicht verzichten und die Bundesdelegiertenkonferenz (Parteitag der Grünen) eine Abkehr vom Prinzip der Trennung von Amt und Mandat nicht vollziehen wollte, kandidierte sie im Dezember 2002 nicht erneut für das Amt der Bundesvorsitzenden.

### Erneut im Bundestag und Arbeit für das zweite Schröder-Kabinett (2002–2004)
Ab 2002 war Roth erneut Mitglied des Deutschen Bundestages und stellvertretendes Mitglied im Auswärtigen Ausschuss. Außerdem war sie Mitglied im Unterausschuss Vereinte Nationen. Claudia Roth ist stets über die Landesliste Bayerns in den Deutschen Bundestag eingezogen. Ihr Wahlkreis ist Augsburg-Stadt.
Von März 2003 bis Oktober 2004 war sie Beauftragte der Bundesregierung für Menschenrechtspolitik und Humanitäre Hilfe unter dem Kabinett Schröder II.

### Erneuter Parteivorsitz (2004–2013)
Am 23. Mai 2003 wurde eine Lockerung der Trennung von Amt und Mandat beschlossen, so dass Claudia Roth beim Parteitag der Grünen am 2. Oktober 2004 wieder als Bundesvorsitzende kandidierte. Sie wurde mit 77,8 % der Stimmen gemeinsam mit Reinhard Bütikofer erneut zur Bundesvorsitzenden von Bündnis 90/Die Grünen gewählt. Am 2. Dezember 2006 wurde sie mit 66 % wiedergewählt und am 15. November 2008 mit 82,7 % – neben dem neu gewählten Cem Özdemir – im Amt bestätigt. Am 20. November 2010 wurde sie mit 79,3 % der Stimmen abermals im Amt bestätigt.
Mit einer mehr als neunjährigen Amtszeit ist sie die am längsten ununterbrochen amtierende Vorsitzende von Bündnis 90/Die Grünen. Am 10. November 2012 unterlag Roth bei der Urwahl der Grünen-Parteimitglieder für das Spitzenduo bei der Bundestagswahl 2013 mit 26 % der Stimmen Jürgen Trittin und Katrin Göring-Eckardt. Die Wahl, bei der Roth als amtierende Parteivorsitzende hinter Renate Künast den vierten Platz errang, wurde von Beobachtern als parteiinterne Niederlage und mögliche Neuaufstellung der Partei für die anstehende Parlamentswahl gewertet. Trotzdem kündigte Roth an, wieder für den Bundesvorsitz zu kandidieren. Sie wurde auf dem Parteitag am 17. November 2012 mit 88,5 % im Amt bestätigt. Nach dem schlechten Abschneiden der Grünen bei der Bundestagswahl 2013 trat der gesamte Bundesvorstand der Partei zurück. Auf der Bundesdelegiertenkonferenz im Oktober 2013 stellte sich Roth nicht zur Wiederwahl.
Claudia Roth war Stellvertretende Vorsitzende der Deutsch-Türkischen Parlamentariergruppe des Deutschen Bundestages in der 17. Wahlperiode (2009–2013).

### Vizepräsidentin des Deutschen Bundestages (2013–2021)

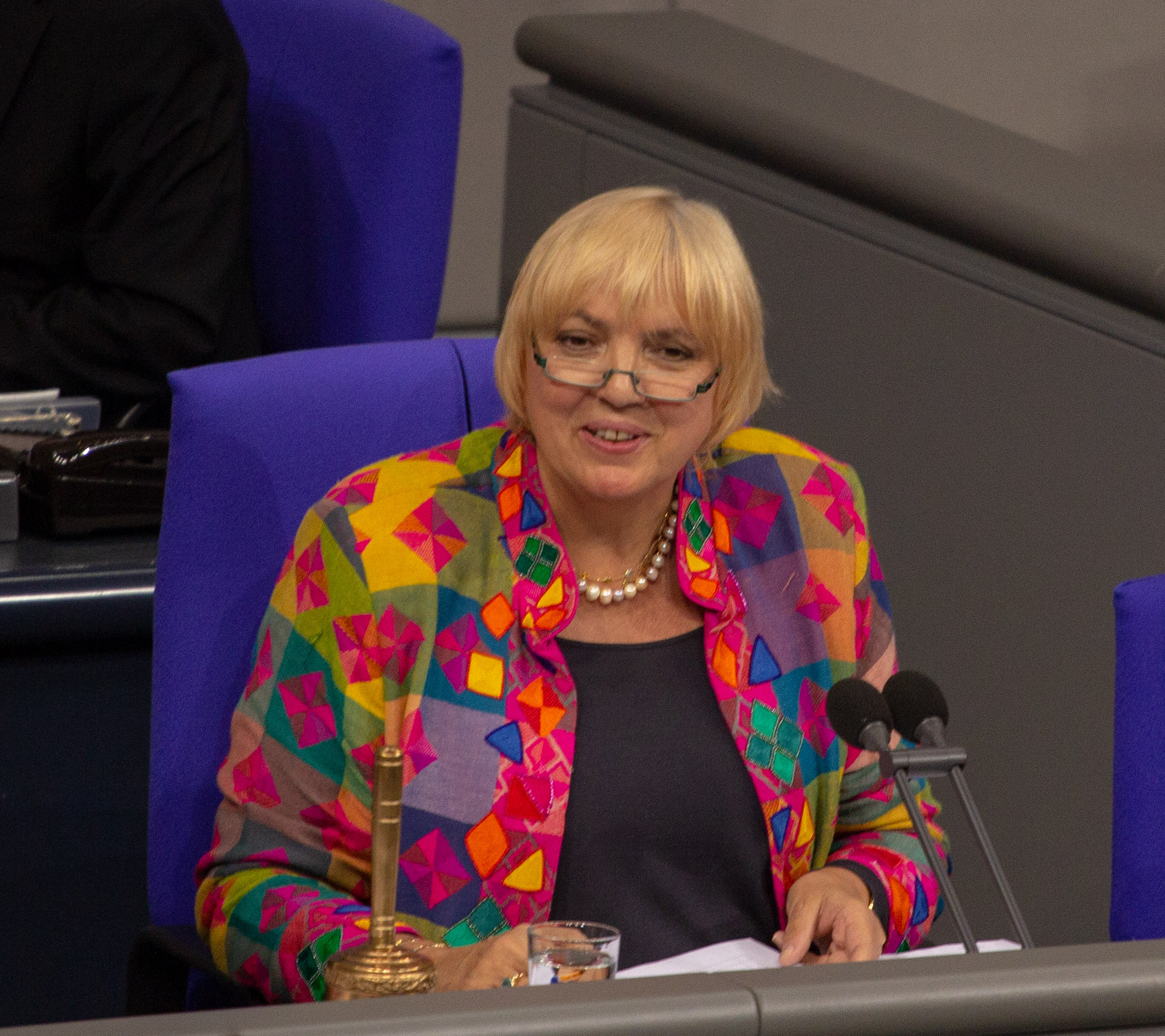
Claudia Roth als Vizepräsidentin im Deutschen Bundestag (2019)

Am 22. Oktober 2013 wurde sie zur Vizepräsidentin des Deutschen Bundestages gewählt. Zudem war sie Vorsitzende des Ältestenrates. Außerdem war sie im Parlament Mitglied des Ausschusses für wirtschaftliche Zusammenarbeit und Entwicklung und Obfrau des Unterausschusses „Auswärtige Kultur- und Bildungspolitik“. Sie gehört als stellvertretendes Mitglied dem Auswärtigen Ausschuss sowie dem Ausschuss für wirtschaftliche Zusammenarbeit und Entwicklung an.
Die Grüne Fraktion im Bundestag nominierte sie auch für die 19. Wahlperiode des Deutschen Bundestages als Vizepräsidentin. Vom 19. Deutschen Bundestag wurde sie in der konstituierenden Sitzung am 24. Oktober 2017 in dieser Position bestätigt.
Der 20. Deutsche Bundestag wählte sie in der konstituierenden Sitzung am 26. Oktober 2021 erneut zur Vizepräsidentin, mit der Berufung zur Staatsministerin für Kultur und Medien schied sie aus dem Präsidium aus. Ihre Nachfolgerin wurde Katrin Göring-Eckardt.

### Kulturstaatsministerin (2021–2025)
Während der Regierung von Olaf Scholz war Claudia Roth vom 8. Dezember 2021 bis zum 6. Mai 2025 Staatsministerin beim Bundeskanzler und Beauftragte der Bundesregierung für Kultur und Medien.

### Deutscher Bundestag (seit 2025)
Zur Bundestagswahl 2025 am 23. Februar kandidierte Roth im Bundestagswahlkreis Augsburg-Stadt. Sie unterlag dem Abgeordneten Volker Ulrich (CSU) mit 20,6 Prozent der Stimmen. Mangels Zweitstimmendeckung blieb dieses Direktmandat allerdings unbesetzt. Über Platz 3 der Landesliste Bayern (Grüne) zog Roth in den 21. Deutschen Bundestag ein. Bei einer internen Abstimmung zur Kandidatur als stellvertretende Präsidentin des Deutschen Bundestages unterlag sie dem Parteikollegen Omid Nouripour.
Nach der Bundestagswahl 2025 wurde sie die Fachsprecherin für wirtschaftliche Zusammenarbeit und Entwicklung der Grünen-Fraktion. Im 21. Deutschen Bundestag ist sie Mitglied im Auswärtigen Ausschuss sowie im Ausschuss für wirtschaftliche Zusammenarbeit und Entwicklung.

## Politische Positionen und gesellschaftliches Engagement
Claudia Roth ist ehrenamtliches Mitglied des Kuratoriums der Deutsche Gesellschaft für Internationale Zusammenarbeit (GIZ) GmbH, in Bonn. Schwerpunkte der politischen Arbeit Claudia Roths sind multikulturelles Zusammenleben, der Schutz von Minderheiten und die europäische Integration.
Claudia Roth war ehrenamtliches Mitglied des Verwaltungsrates der ehemaligen Europäischen Stelle zur Beobachtung von Rassismus und Fremdenfeindlichkeit in Wien. Sie ist ehrenamtliches Kuratoriumsmitglied der Universität Augsburg. Daneben gehört sie ehrenamtlich dem Beirat der Humanistischen Union an.

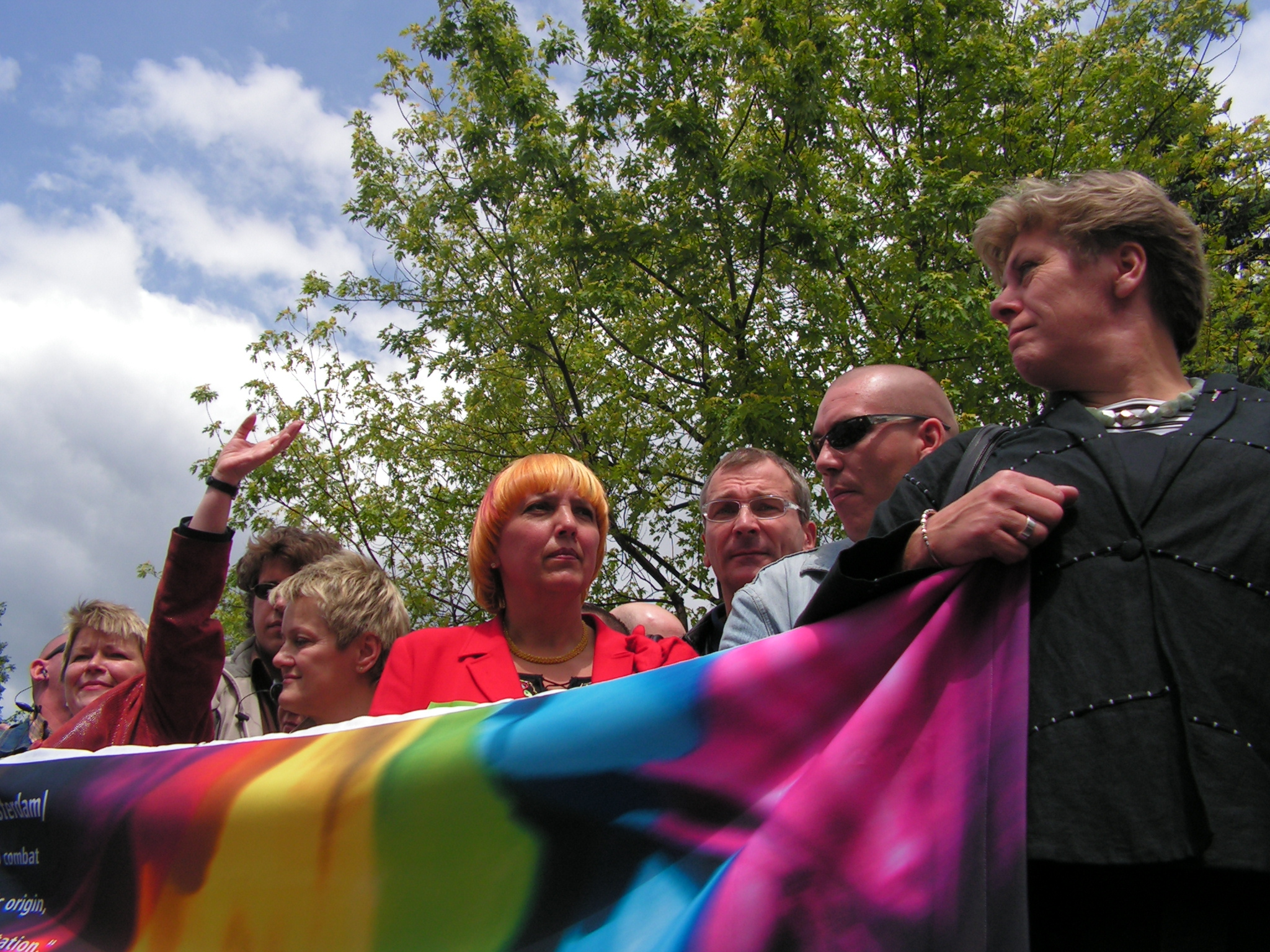
Claudia Roth 2006 auf der Parada Równości (zwischen Renate Künast und Volker Beck)

Bekannt ist Claudia Roth auch für ihr persönliches Engagement auf Demonstrationen für Toleranz gegenüber Homosexuellen wie der Parada Równości in Warschau oder dem Christopher Street Day in Dresden 2010, bei dem sie die Schirmherrschaft übernahm. Sie ist Mitglied im Lesben- und Schwulenverband in Deutschland (LSVD).
In den Jahren 2005 bis 2010 war Claudia Roth Mitglied der Atlantik-Brücke.
Im Zusammenhang mit einer Strafanzeige gegen einen Versandhändler, der Anstecknadeln und Aufkleber mit Anti-Nazi-Symbolen (z. B. durchgestrichenes Hakenkreuz) verkaufte, erstattete sie Selbstanzeige wegen ihrer Verwendung derartiger Abzeichen. Das Stuttgarter Landgericht fällte am 28. September 2006 ein Urteil mit Verhängung einer Geldstrafe gegen den Händler, welches jedoch vom Bundesgerichtshof am 15. März 2007 aufgehoben wurde (siehe Juristische Auseinandersetzung um Anti-Nazi-Symbole).
Bis zum 22. November 2010 engagierte sie sich als Mitglied im Kuratorium für die Olympiabewerbung der Stadt München für die Olympischen Winterspiele 2018. Da sich ein Bundesparteitag der Grünen gegen die Bewerbung aussprach, zog sich Claudia Roth aus dem Kuratorium zurück.
Roth ist Mitglied der Kommission Nachhaltigkeit des Deutschen Fußball-Bundes und im Kuratorium der Fußball-Weltmeisterschaft der Frauen 2011. Des Weiteren ist sie Mitglied der Deutschen Akademie für Fußball-Kultur. Roth verbindet eine Freundschaft mit dem ehemaligen Präsidenten des Deutschen Fußball-Bundes, Theo Zwanziger.
Während der Proteste in der Türkei 2013, an denen sie als Demonstrantin und Beobachterin teilnahm, forderte Roth – angesichts der Drohungen des türkischen Ministerpräsidenten Recep Tayyip Erdoğan, die türkische Armee gegen die Demonstranten einzusetzen – klare Worte der NATO: „Das Militärbündnis muss politisch Einfluss nehmen und deutlich machen, dass es nicht akzeptiert, wenn die türkische Regierung mit der Armee droht und brutal mit den Sicherheitsbehörden vorgeht“. Die Türkei sei Mitglied des Verteidigungsbündnisses. Sie forderte mehr zivilgesellschaftliche Solidarität mit den Demonstranten in der Türkei. Es gebe über 80 Städtepartnerschaften zwischen deutschen und türkischen Städten, die Zeichen an die türkische Demokratiebewegung geben könnten.
Im Mai 2016 äußerte Roth, sie finde es falsch, eine Einreisefreiheit für türkische Staatsbürger vom Flüchtlingsdeal mit der Türkei abhängig zu machen.
Von 2014 bis 2022 war Roth Schirmherrin des Behandlungszentrums für Folteropfer und seit 2017 Schirmherrin des Preises Lotte, der erstmals am 10. November 2017 an Spielerinnen, Mannschaften oder Initiativen aus dem Mädchen- und Frauenfußball gehen soll.
Am 9. September 2020 übernahm sie die Patenschaft für Maryja Kalesnikawa, eine belarussische Bürgerrechtlerin und politische Gefangene.
Zum 80. Jahrestag des Massakers an der Zivilbevölkerung in Kragujevac und Kraljevo durch die deutsche Wehrmacht reiste Roth am 21. Oktober 2021 als erste höhere Repräsentantin Deutschlands nach Serbien, verneigte sich vor den Opfern des Massakers und betonte gegenüber den Angehörigen dieses Menschheitsverbrechen die Wichtigkeit des gemeinsamen Erinnerns und Gedenkens.
Claudia Roth plädiert für die Verankerung von Kultur als Staatsziel in der Verfassung der Bundesrepublik Deutschland. Staatliche Einrichtungen auf allen politischen Ebenen, beim Bund, den Ländern und den Gemeinden sollten in diese Verpflichtung mit eingebunden werden. „Kultur als Staatsziel im Grundgesetz festzuschreiben, sollte das Interesse aller demokratischen Parteien im Bundestag sein“ postulierte sie 2021, kurz nach ihrer Ernennung zur Beauftragten der Bundesregierung für Kultur und Medien.
Außerdem ist sie Mitglied des Kuratoriums der Stiftung Denkmal für die ermordeten Juden Europas und der überparteilichen Europa-Union Deutschland, die sich für ein föderales Europa und den europäischen Einigungsprozess einsetzt.

## Öffentliche Wahrnehmung und Kritik

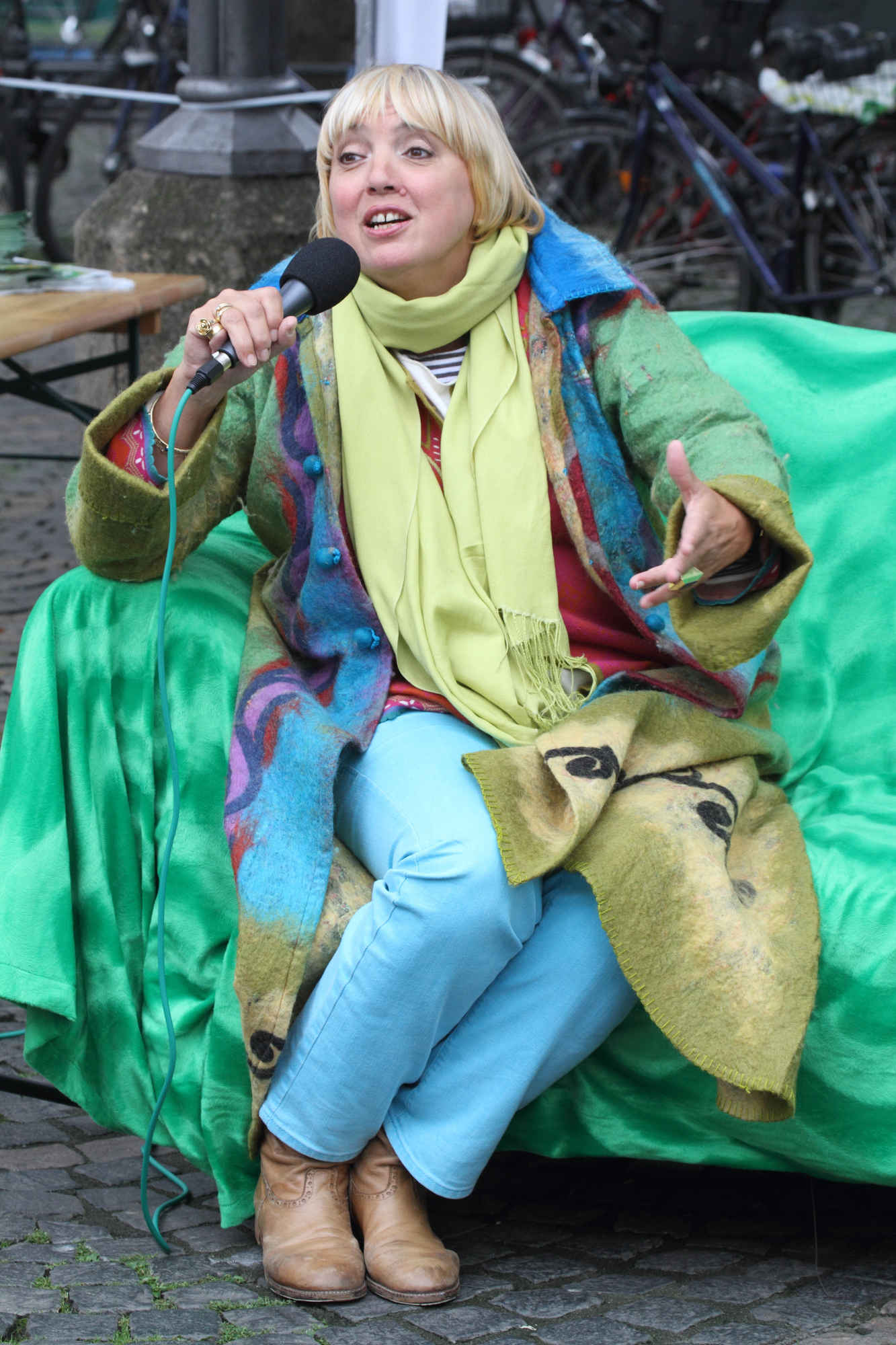
Claudia Roth im Bundestagswahlkampf 2013

Claudia Roth gilt als Politikerin, die polarisiert. Entweder möge man sie oder man finde sie „richtig nervig“, schrieb 2012 Simone von Stosch für die Tagesschau. Das öffentliche Bild selbstironisch aufnehmend, warb Claudia Roth in einer Kampagne der Grünen zur Gewinnung von mehr weiblichen Parteimitgliedern mit dem Motto „Wer nervt mehr als Claudia?“ Sie wird gleichermaßen als sehr emotional wie auch als Parteisoldatin mit eiserner Disziplin und als unermüdliche Wahlkämpferin beschrieben. Roth wird bescheinigt, dass sie stets ihre Prinzipien verteidige. Ihr moralischer Rigorismus könne jedoch antiquiert wirken und an „grüne Betroffenheitspolitik der 80er Jahre“ erinnern.
Der Politikwissenschaftler Franz Walter charakterisierte Claudia Roth als eine routinierte Berufspolitikerin, die als eine unverfälscht gebliebene, vitale Repräsentantin der Neuen Sozialen Bewegungen der 1980er Jahre wirke. Mit ihrem emotionalen Politikstil präsentiere sie sich als Vertreterin einer rebellischen Vergangenheit der Grünen und bediene damit nostalgische Sehnsüchte der Parteimitglieder.

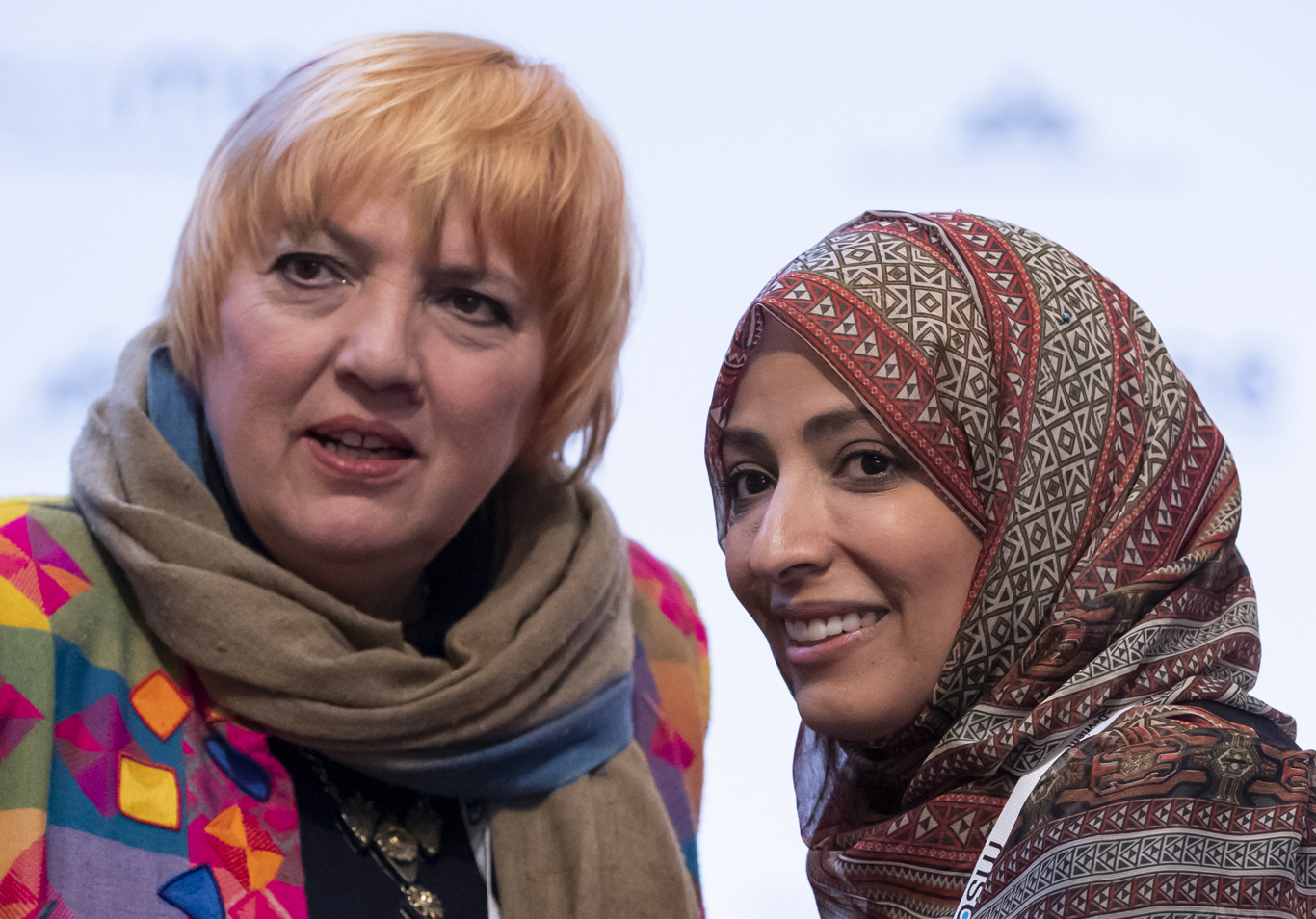
Roth mit der Friedensnobelpreisträgerin Tawakkol Karman während der 55. MSC 2019

Innerhalb der grünen Partei gilt Roth als Vertreterin des linken Flügels, als das „linke Gewissen“ der Partei. Dementsprechend kommt parteiinterne Kritik meist von Seiten des sogenannten Realo-Flügels. So griff Tübingens Oberbürgermeister Boris Palmer Claudia Roth im Mai 2012 wegen ihrer Festlegung auf eine rot-grüne Koalition an, da sie die Grünen im Bündnis mit der SPD einmauern würde. Als Claudia Roth 2001 zur Bundesvorsitzenden gewählt wurde, urteilte der Politologe Joachim Raschke, dies sei ein Fehler, da mit der Parteilinken die alten Strömungskämpfe zwischen „Fundis“ und „Realos“ wieder aufbrechen würden. Inzwischen bescheinigen Roth auch Vertreter des Realoflügels, dass sie die Parteiflügel zusammenhalte.
Claudia Roth wehrte sich erfolgreich gegen eine Kampagne der Bild, die ihr eine „Amigo-Affäre“ anzulasten versuchte. Der Vorwurf lautete, sie habe ihrem Lebensgefährten „lukrative Staatsaufträge“ verschafft. Roth klagte eine Gegendarstellung ein, in ebenso riesigen Lettern, auf dem gleichen Raum wie der Originalbericht, da sie den Mann, um den es ging, erst kennengelernt habe, als der angeblich von ihr beschaffte Auftrag des Bundesamts für Strahlenschutz schon seit einem Jahr vergeben war. Der Springer-Verlag trieb das Verfahren vergeblich durch alle gerichtlichen Instanzen. Als die Gegendarstellung schließlich erschien, fügte die Redaktion die Bemerkung „Frau Roth hat Recht“ hinzu.
In Teilen der Medien wurde Roths reger Kontakt zu Politikern des iranischen Regimes scharf kritisiert. Der Publizist Henryk M. Broder polemisierte, dass Roth, die sich während eines Besuches im Iran den Kopf verschleiert und danach für einen kulturellen Austausch eingesetzt hatte, sich bei entsprechender Gelegenheit auch für das Lagertheater des KZ Theresienstadt hätte begeistern können. 2013 begrüßte sie auf der Münchner Sicherheitskonferenz den iranischen Botschafter Ali Reza Sheikh Attar mit High five. Andererseits trug Roth 2010, als sie die Mullahs im Iran besuchte, neben einem Kopftuch ein Kleid mit der Farbe Grün, die im Iran die Farbe des politischen Widerstands von 2009 symbolisierte.
Bei Terrorermittlungen im Fall Franco A. fanden sich bei den miteinander befreundeten Oberleutnants Franco A. und Maximilian T. Listen mit den Namen bekannter Nazi-Gegner, darunter Claudia Roth. Die Listen wurden wegen der begleitenden Kommentare dazu als Hinweis auf mögliche Anschlagsziele gedeutet.
Im Mai 2019 stimmte Claudia Roth gegen die Entschließung der großen Mehrheit des Bundestages „Der BDS-Bewegung entschlossen entgegentreten - Antisemitismus bekämpfen“. Nach dem Terrorangriff der Hamas auf Israel 2023 distanzierte sie sich von der BDS-Bewegung, da diese den Terror relativiert habe.
Im August 2021 geriet Roth dafür in Kritik, dass sie eine Einkunft aus einer Sonderzahlung als Parteivorsitzende aus dem Jahr 2013 erst mit acht Jahren Verspätung an die Bundestagsverwaltung meldete.
Im Zusammenhang mit Kritik an antisemitischen Kunstwerken bei der Documenta fifteen in Kassel im Juni 2022 forderte u. a. die Jüdische Allgemeine den Rücktritt Roths vom Amt der Kulturstaatsministerin. Im Mai 2023 wurde Roth bei einem Auftritt auf der Musikveranstaltung Jewrovision minutenlang vom Publikum ausgebuht. Der Zentralrat der Juden, der sie eingeladen hatte, bei der Veranstaltung ein Grußwort zu sprechen, stellte sich hinter den Protest.
Im September 2023 kritisierten rund 200 Filmschaffende aus aller Welt, darunter Martin Scorsese, Radu Jude, Maria Speth und Olivier Assayas, Claudia Roth in ihrer Verantwortung als Kulturstaatsministerin in einem offenen Brief wegen angeblich schädlichen, unprofessionellen und unmoralischen Verhaltens im Zusammenhang mit dem erzwungenen Rückzug des künstlerischen Leiters der Berlinale Carlo Chatrian. Die Berlinalen seien unter seiner Ägide hochlebendig, voller Überraschungen und beim Publikum erfolgreich gewesen.
Im Februar 2024 wurden im Zusammenhang mit der Berlinale-Preisverleihung Antisemitismusvorwürfe laut. Roth sagte am folgenden Tag, man werde die Vorkommnisse bei der Preisverleihung aufarbeiten. Roths Distanzierung wurde mit Verweis auf Aufnahmen kritisiert, die sie nach einer Rede der Regisseure Basel Adra und Yuval Abraham, in der Israel „Apartheid“ vorgeworfen wurde, klatschend im Publikum zeigen. Roth gab an, ihr Applaus habe Abraham und seiner Forderung nach einer politischen Lösung sowie einem friedlichen Zusammenleben in der Region gegolten. Charlotte Knobloch, Präsidentin der Israelitischen Kultusgemeinde München und Oberbayern, forderte nach den Vorfällen Roths Rücktritt.

## Filme
2011 übernahm sie, nachdem der Regisseur Yüksel Aksu es ihr angeboten hatte, eine kurze Rolle in dem türkischen Film Entelköy Efeköy'e Karşı (deutsch: „Entelköy gegen Efeköy“). In dem Film ist sie circa sechs Minuten lang zu sehen und spielt sich in der Szene selbst.

## Schriften (Auswahl)
- Claudia Roth: Das Politische ist privat, Erinnerungen für die Zukunft. Aufbau, Berlin 2006, ISBN 3-351-02635-8.

## Auszeichnungen
- 1995: Rosa-Courage-Preis
- 2002: Kompassnadel des Schwulen Netzwerks NRW[75]
- 2004: Ernennung zum Ritter der französischen Ehrenlegion am 30. Juni für ihre Tätigkeit als Beauftragte für Menschenrechtspolitik und Humanitäre Hilfe
- 2014: Bayerischer Verdienstorden am 17. Dezember 2014
- 2022: Bayerischer Verfassungsorden am 2. Dezember[76]